# LG트윈타워
LG트윈타워(영어: LG Twin Towers)는 대한민국 서울특별시 영등포구 여의대로 128(여의도동)에 있으며, LG그룹의 본사로 사용되는 건물이다. 지상 34층, 높이 143.87m의 쌍둥이 빌딩이다. 동관과 서관, 중앙 아트리움으로 구성됐다.

## 역사
여의도에 신사옥 건립 추진이 있었다. 1978년 3월에 지상 54층 규모의 싱글 타워의 개발 계획이 있었고 1978년 6월에 부지 매입이 완료되었다. 고도제한 및 국내외 정세 불안으로 인해 1979년 4월 규모 20층 트윈타워로 변경되고 1981년 4월에 지상 34층의 쌍둥이 빌딩 계획이 최종 확정이 되었다. 미국의 설계 회사인 SOM(스키드모어, 오윙스 앤드 메릴, Skidmore Owings & Merrill) 사가 설계를 맡았고, 1983년 4월 본공사에 착수함으로써 연인원 103만 명이 투입되어 1983년 6월에 착공하여 1987년 준공 당시 명칭은 럭키금성트윈타워였다.
럭키금성트윈타워는 초기 설계 시점부터 한옥의 차경과 레이어된 격자구조, 빛, 투명성 등 한국 전통 건축의 특징에서 착안한 디자인 원칙이 반영됐다. 
이런 원칙을 바탕으로 4층 높이의 유리 아트리움의 면분할 패턴, 건물 외관, 내부 인테리어 등에 문창살, 우물살, 청사초롱과 같은 한국적 디자인이 반영됐다. 
1995년 럭키금성트윈타워에서 LG트윈타워로 명칭을 변경했고 14여년이 지난 트윈타워 사무공간의 노후설비 교체와 업무환경 고도화를 위해 2009년 9월부터 리모델링 공사를 진행해왔다. 리모델링은 2010년 10월에서 2011년 11월까지 완료되었고 LG전자 서관은 2011년 4월 공사가 마무리됐다. 
LG트윈타워는 2023년부터 저층부 공용공간 리모델링 공사를 진행해 2024년 4월 커넥트윈(Connectwin) 이라는 이름으로 오픈했다. 리모델링 대상 면적은 축구장 세 개 크기였다. 리모델링 공사에도 미국 설계회사 SOM사가 함께했다. 리모델링을 진행하며 'Line&Grid(라인 앤 그리드)' 라는 디자인 컨셉을 적용해 직선과 격자무늬가 잘 조화되도록 했다.  

## 구성
서관과 동관으로 구성되는 빌딩은 건물 전체가 사무실이고 수용인원은 10000명에 이르고 36대의 엘리베이터, 2대의 에스컬레이터로 구성된다.
2024년 4월 공용공간 리모델링을 마치고 4개의 카페, 푸드코트, 외부 브랜드 식당 등이 들어섰다. 

### 사용처
서관은 LG전자가 단독으로 사용하고 동관은 LG디스플레이와 LG화학, (주)LG가 각각 사용한다.

## 대중문화

### 영화
- 1992년 - 영구와 부시맨
- 2006년 - 괴물
- 2006년 - 구미호 가족
- 2012년 - 타워
- 2013년 - 고령화가족
- 2013년 - 더 테러 라이브
- 2014년 - 내부자들
- 2016년 - 럭키
- 2017년 - 아일라
- 2017년 - 리얼
- 2022년 - 사이버 지옥: N번방을 무너뜨려라

### 드라마
- 2005년 - 안녕, 프란체스카
- 2014년 - 풀 하우스
- 2015년 - 디데이
- 2017년 - 김과장 8회
- 2018년 - 훈남정음
- 2018년 - 김비서가 왜 그럴까
- 2019년 - 국민 여러분!
- 2019년 - 60일, 지정생존자
- 2019년 - 남과 북 - 11회에 LG 본사 건물 옥상이라는 대사가 나오고 14회에 건물이 나온다.
- 2022년 - 이상한 변호사 우영우
- 2022년 - 재벌집 막내아들

## 갤러리

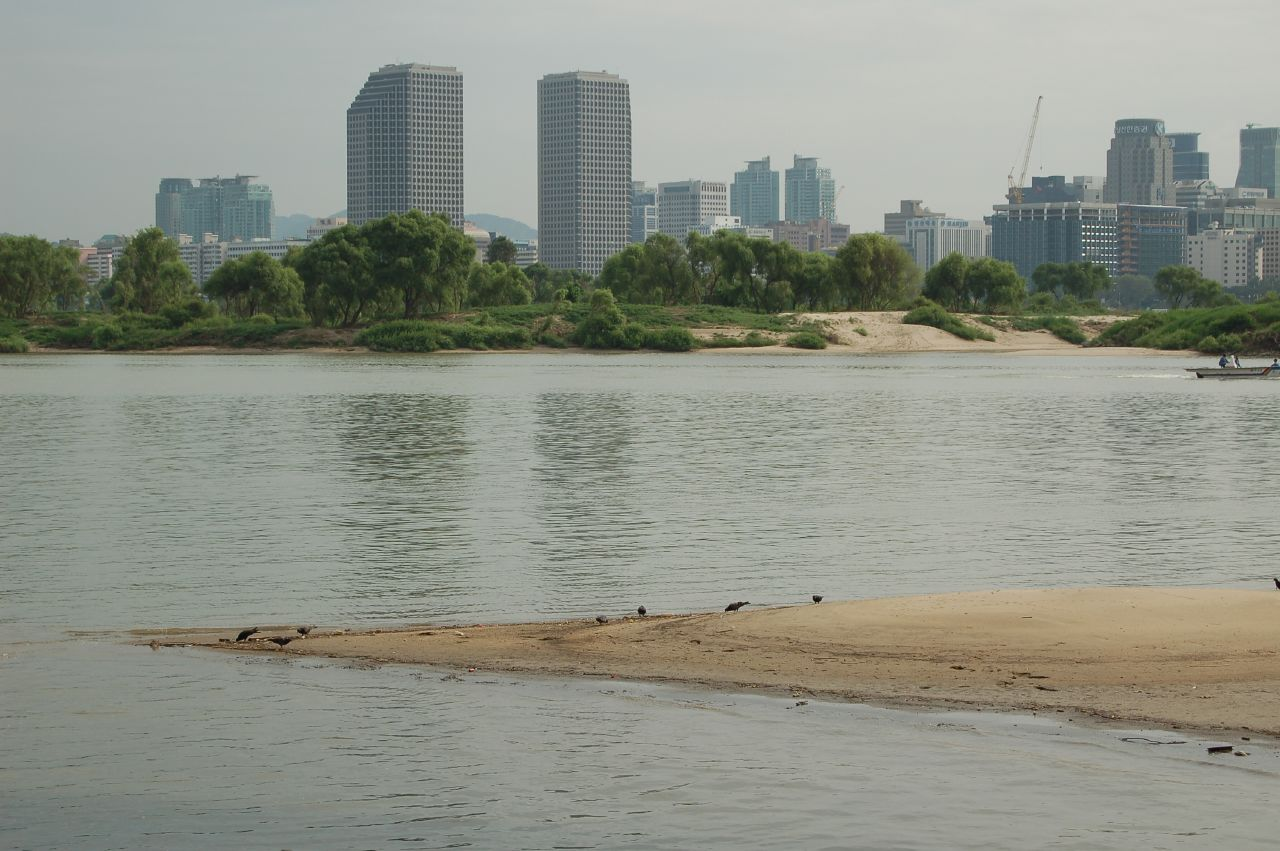
LG트윈타워.
LG트윈타워.
밤섬에서 본 63빌딩과 LG트윈타워. (1)
밤섬에서 본 63빌딩과 LG트윈타워. (2)
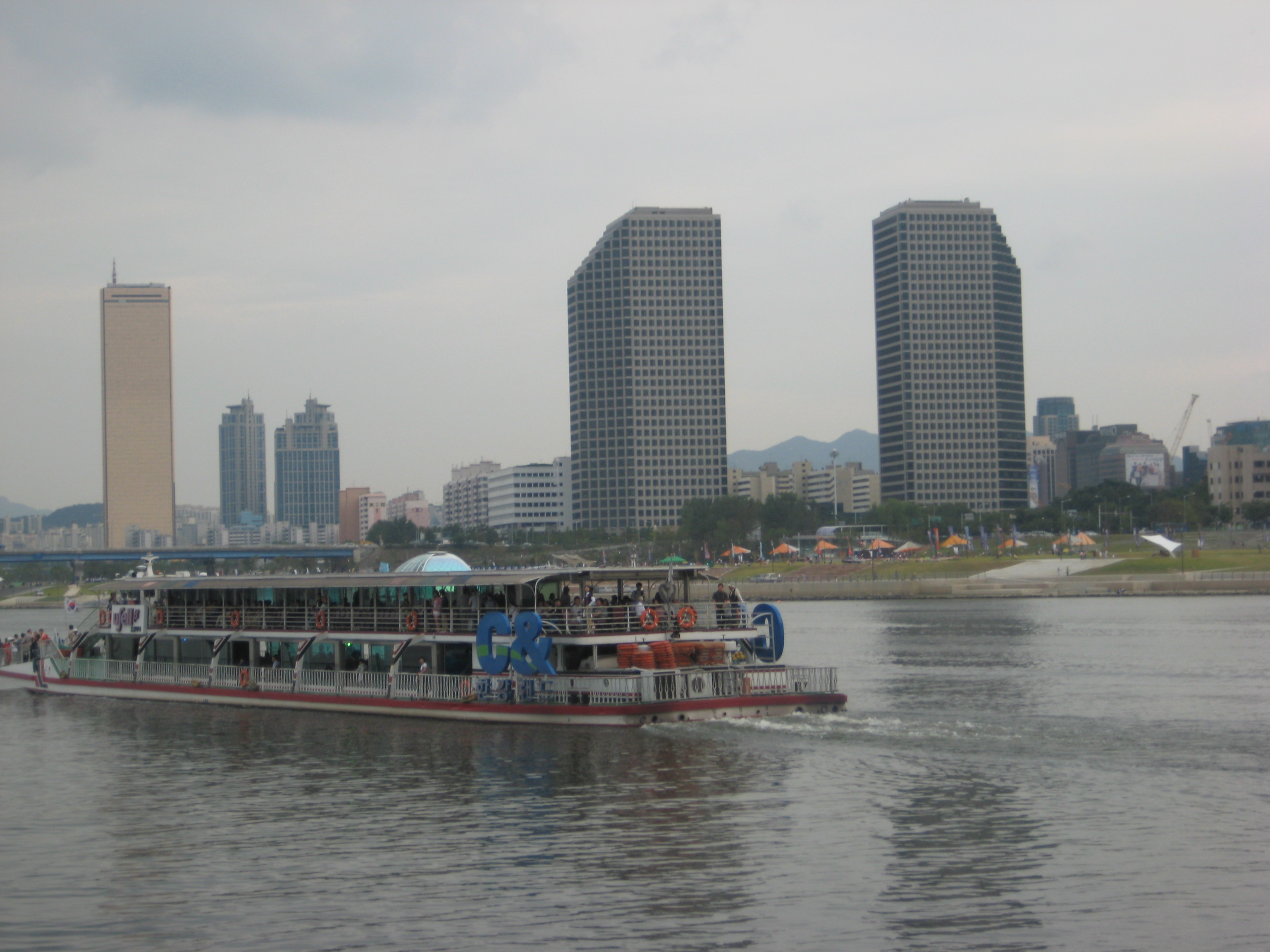
한강 유람선과 같이 있는 63빌딩과 LG트윈타워.
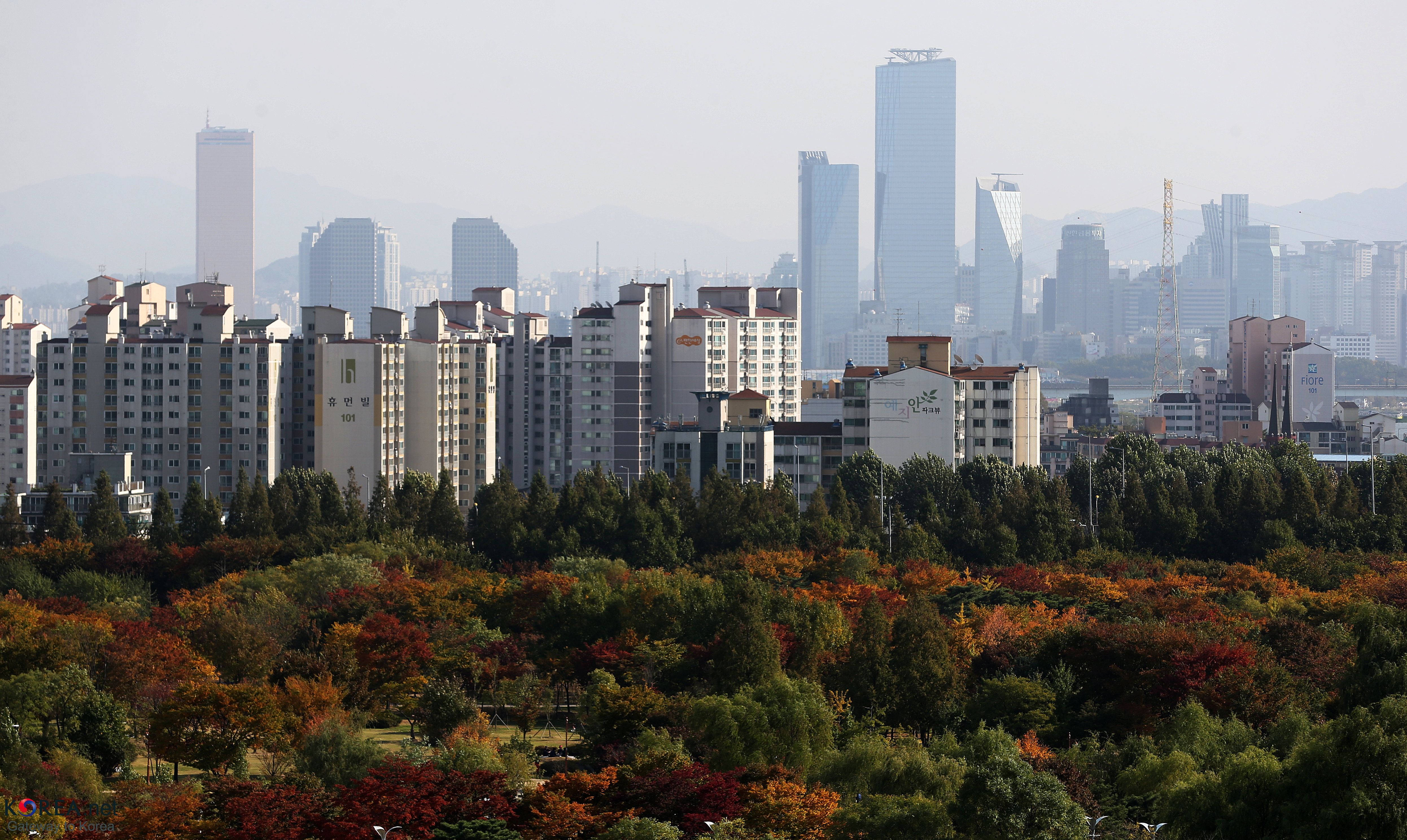
2013년 10월 24일에 촬영한 여의도.
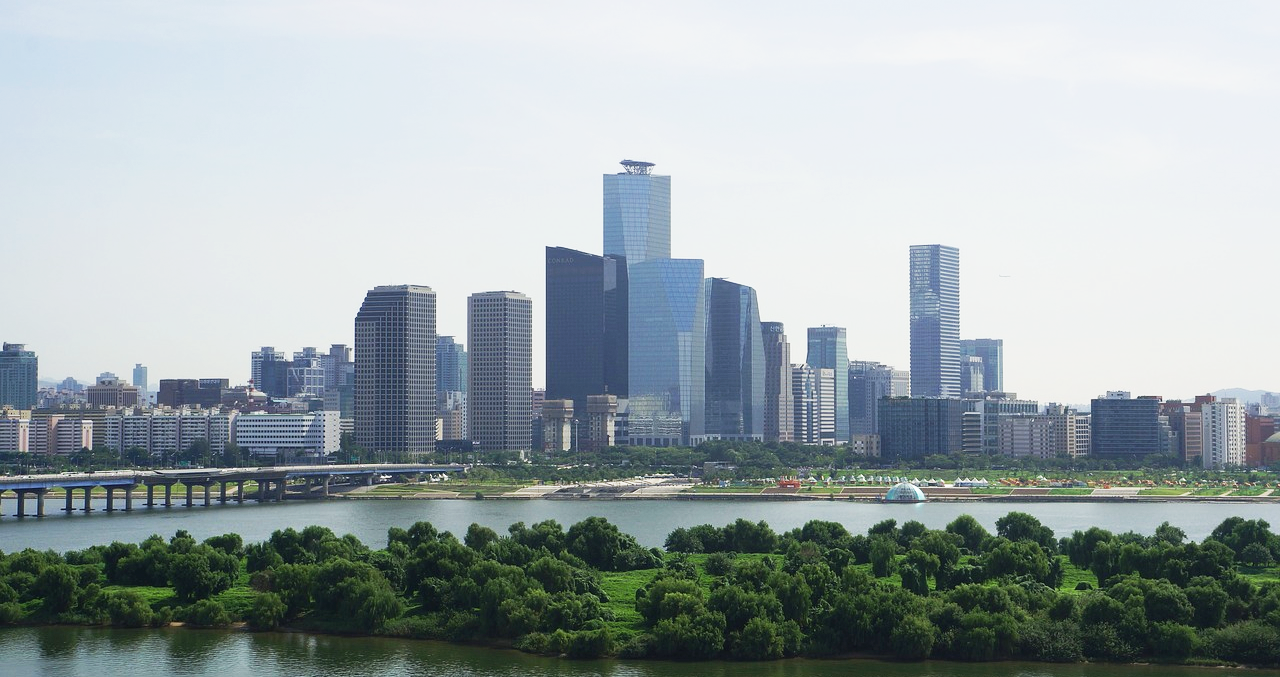
2016년 8월 10일에 촬영한 여의도.
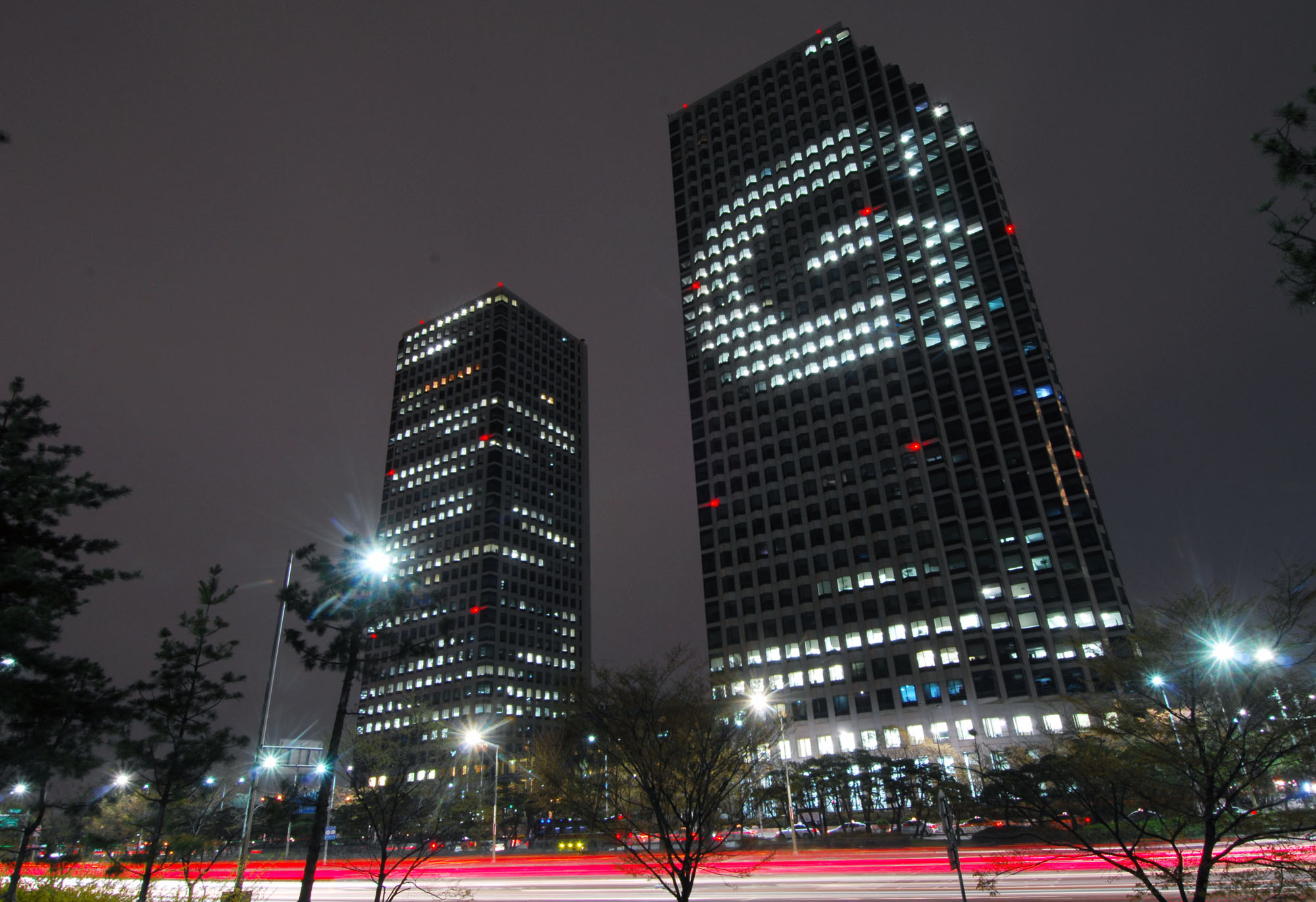
LG전자, 트윈타워에서 이색 광고 ‘G’ 실시.
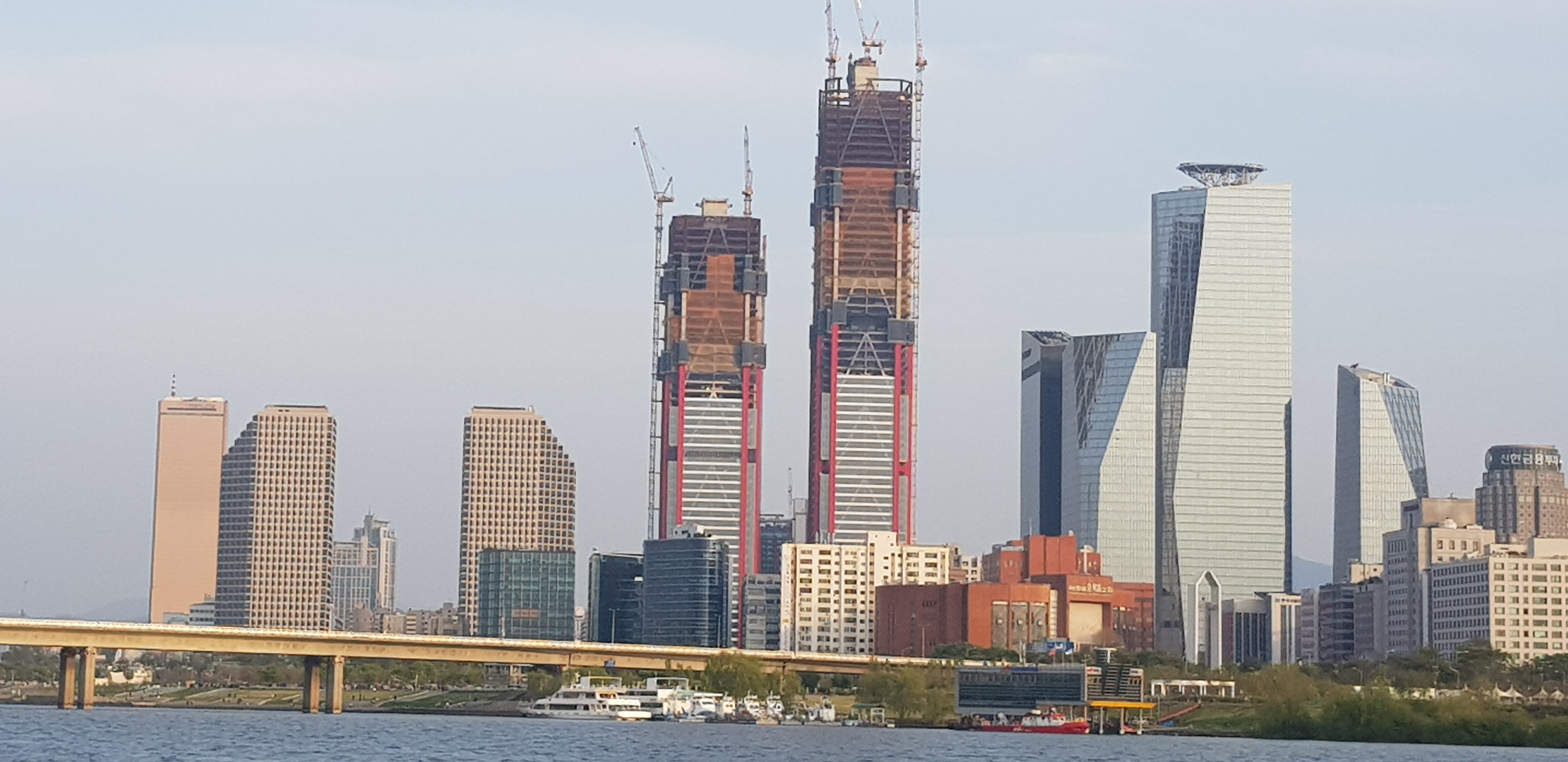
여의도의 마천루들. (왼쪽부터 63빌딩, LG 트윈타워, 파크원 타워, 서울국제금융센터)
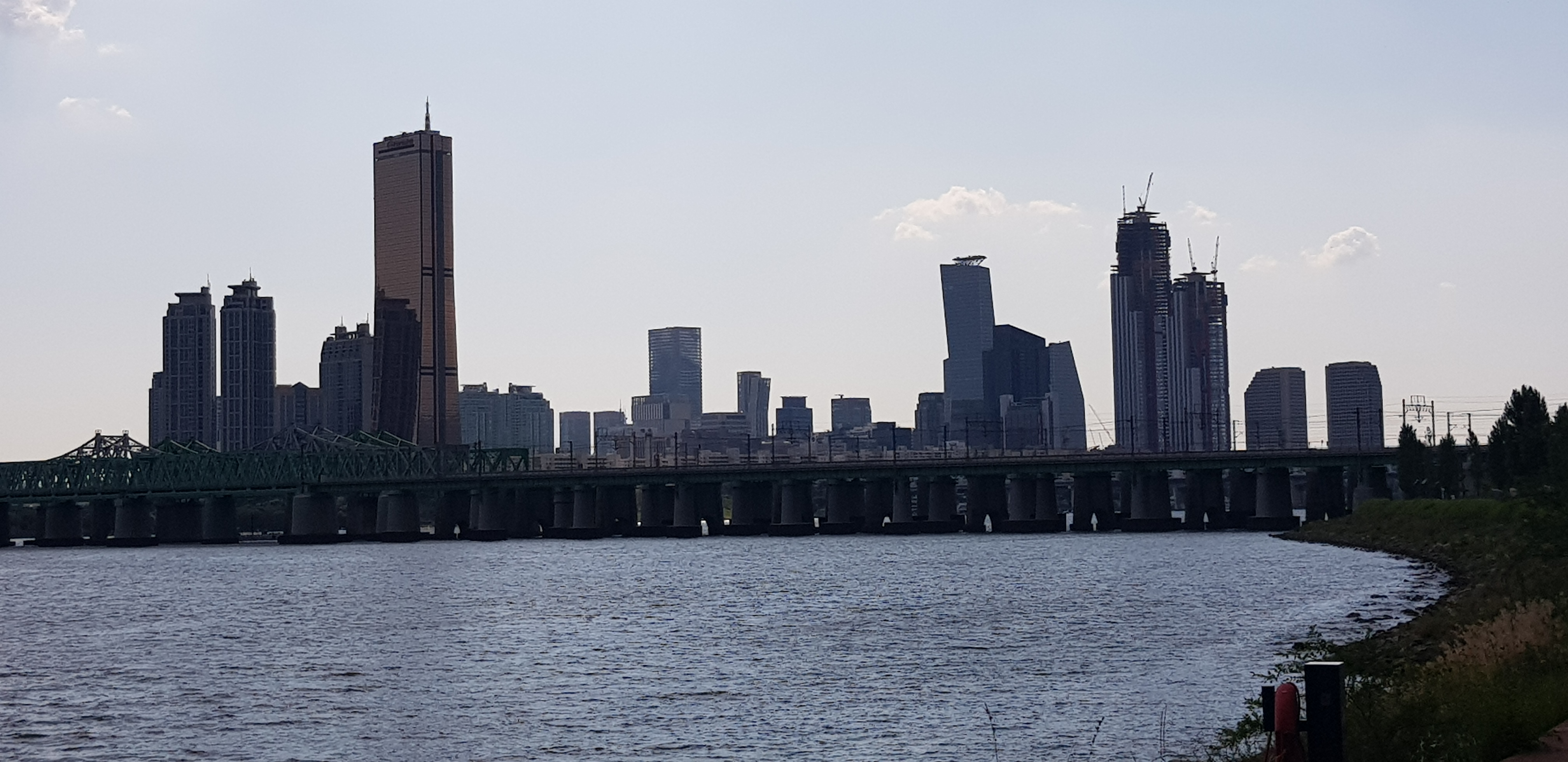
한강철교와 함께 바라본 모습
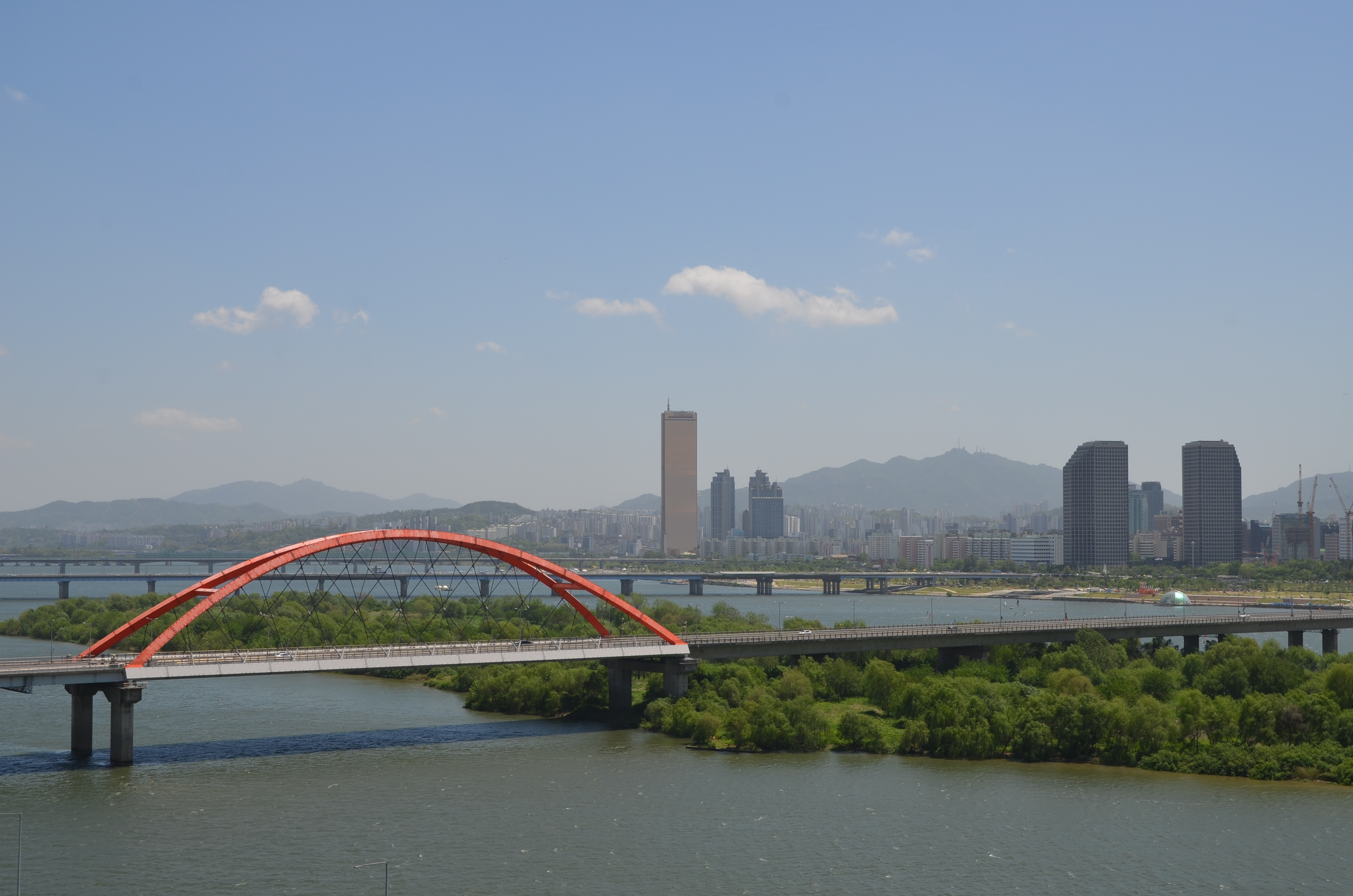
LG트윈타워와 63빌딩
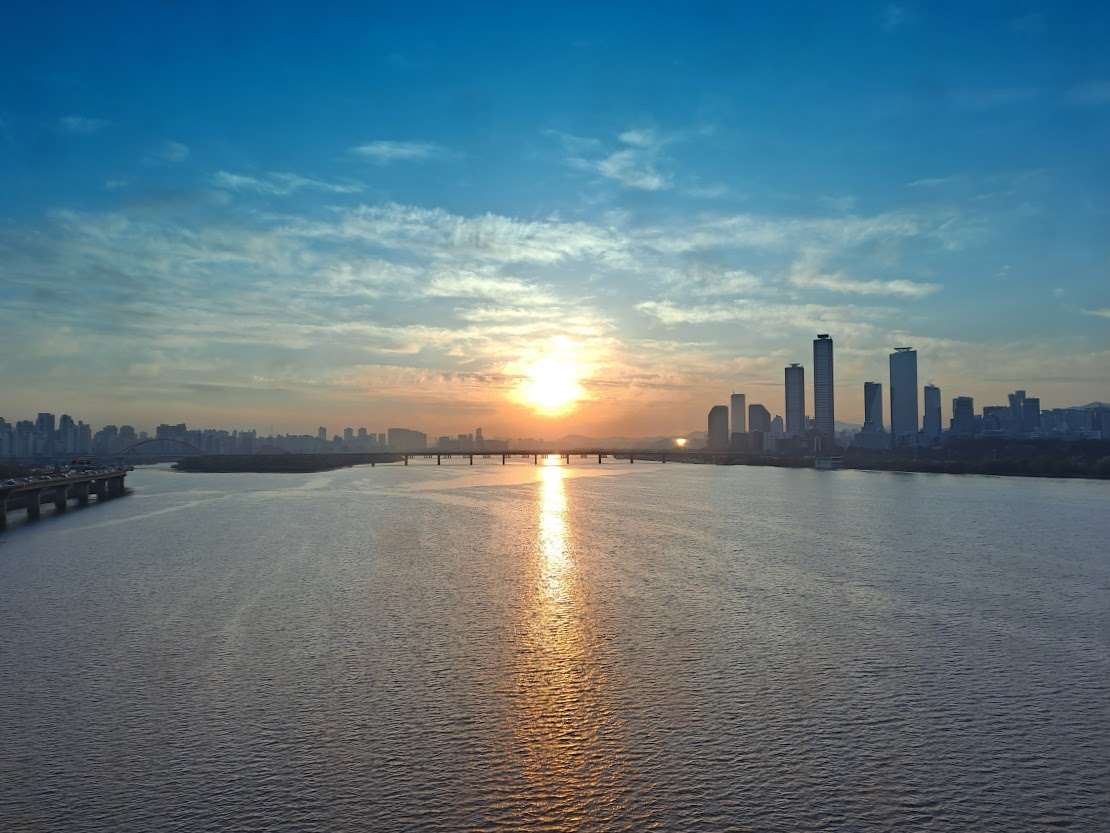
LG트윈타워와 63빌딩
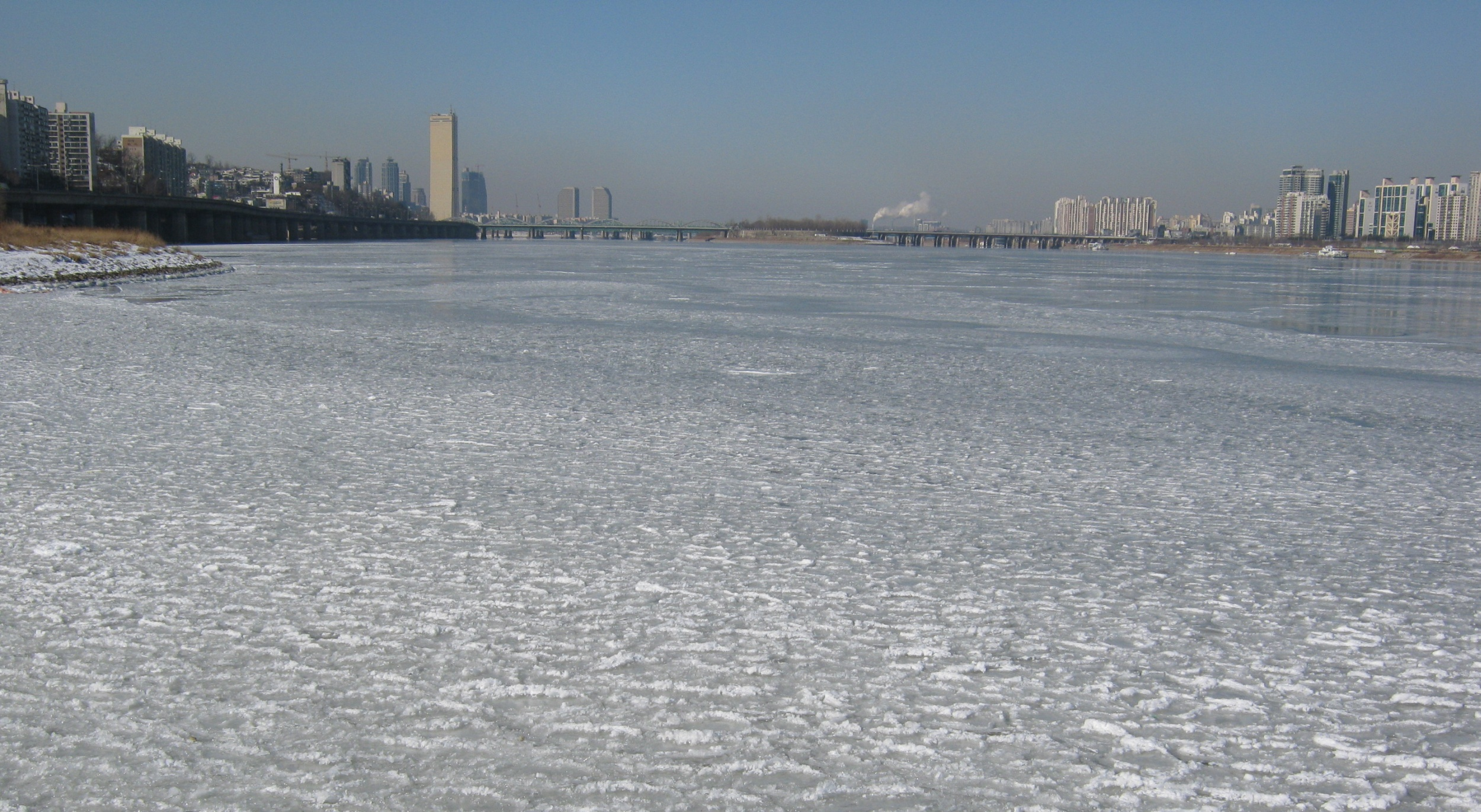
LG트윈타워와 63빌딩

## 같이 보기
- LG전자
- LG그룹
- 여의도